# Paul Geheeb

Paul Geheeb ca. 1906

Paul („Paulus“) Geheeb (* 10. Oktober 1870 in Geisa/Rhön; † 1. Mai 1961 in Hasliberg-Goldern/Schweiz) war ein deutscher Reformpädagoge. Als Gründer der Odenwaldschule und der Ecole d’Humanité ist er eine wichtige Person der Landerziehungsheimbewegung.

## Leben

### Kindheit und Jugend (1870–1889)

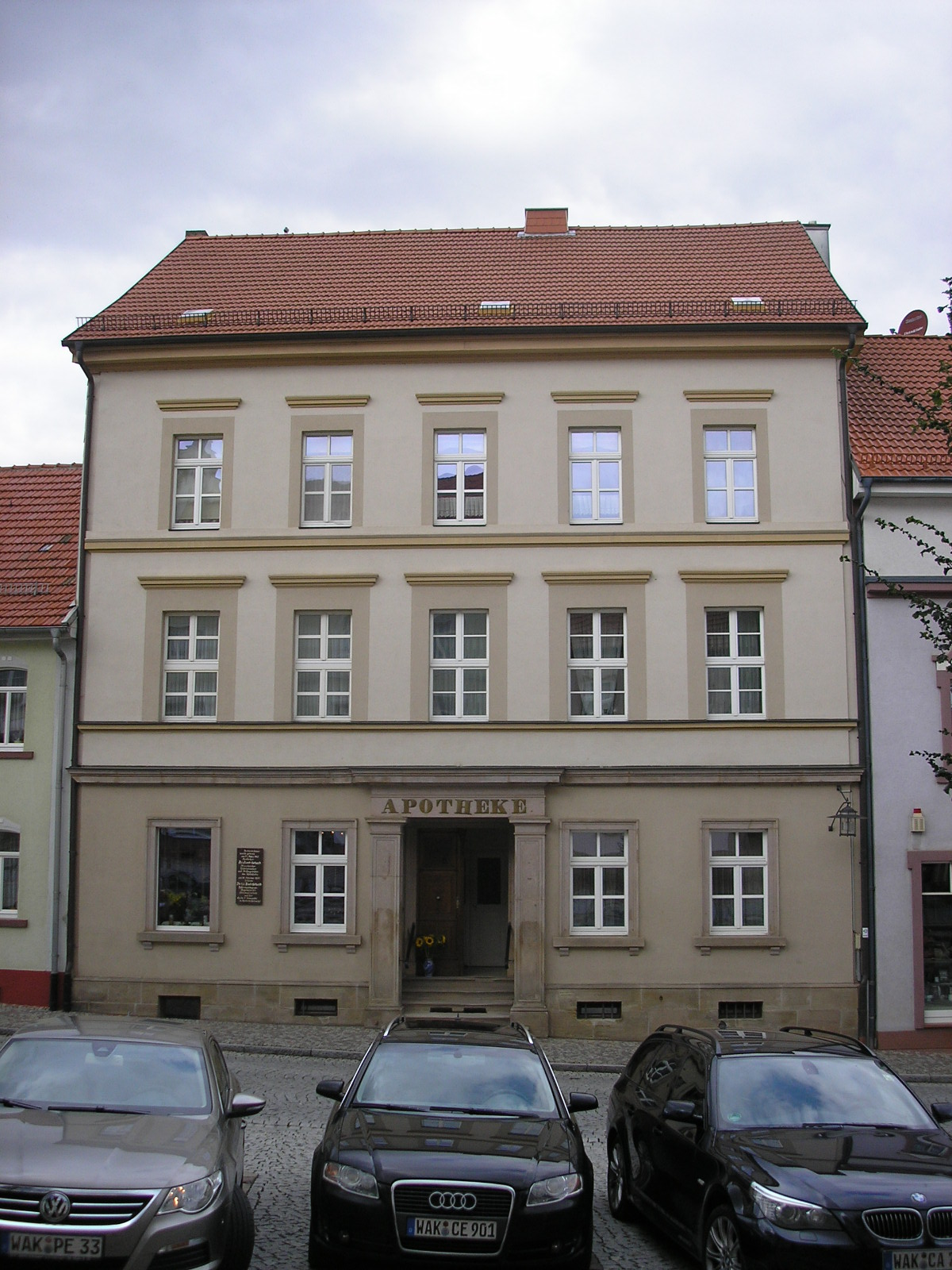
Geburtshaus von Geheeb in Geisa

Paul Geheeb war das zweite von fünf Kindern des Apothekers und Moosforschers Adalbert Geheeb (1842–1909) und seiner Frau Adolphine, geborene Calmberg (1841–1884). Paul Geheeb besuchte die Gymnasien in Fulda und Eisenach, wo seine Tante wohnte und ihn versorgte. Als er 14 Jahre alt war, starb – für ihn unerwartet – seine Mutter. Als beinahe 90-Jähriger sagte Geheeb dazu:

„Ich hatte eher einen Weltuntergang möglich gehalten als dass der gute, himmlische Vater, zu dem ich täglich betete, meine Mutter hätte sterben lassen … Noch heute muss ich den Tod als die grösste Katastrophe meines katastrophenreichen Lebens bezeichnen. Ich war eine Reihe von Jahren danach gemütskrank, sodass man mich heute in ein Psychopathenheim gesteckt haben würde, und war öfters im Begriff, meinem Leben ein Ende zu machen. […] Während bis zum Tode meiner Mutter meine Interessen ausschliesslich auf naturwissenschaftlichem, besonders auf botanischem Gebiet gelegen hatten, wandte ich mich nunmehr philosophischen und religiösen Fragen zu und hatte, unter dem Einfluss eines ausgezeichneten Religionslehrers am Eisenacher Gymnasium, (er wurde später an die Universität in Tokio berufen) den ersten sehr heftigen Zusammenstoss mit der Persönlichkeit Jesus von Nazareth. Von da an ging meine ganze Sehnsucht darauf, den armen, unglücklichen Menschen zu helfen, besser und glücklicher zu werden.“

### Studium und pädagogische Lehr- und Wanderjahre (1889–1909)
1889/90 absolvierte Geheeb seinen Militärdienst als Einjährig-Freiwilliger in Gießen. Danach studierte er in Berlin und Jena. Zu seinen Lehrern gehörten u. a. die Theologen Otto Pfleiderer, Richard Adelbert Lipsius und der junge Führer der theologischen Linken Otto Baumgarten.
Während seines Studiums wurde Geheeb Mitglied der Reformburschenschaften Burschenschaft Arminia Gießen und der Burschenschaft Neogermania Berlin im Allgemeinen Deutschen Burschenbund. In einer 1891 unter dem Pseudonym Paul Freimut erschienenen Broschüre kritisiert Geheeb den Unsinn des Duellwesens und den übermäßigen Alkoholkonsum ebenso wie die leere Geselligkeit der Burschenschaften und – in seiner Zeit vor allem auffallend – den in der akademischen Jugend offenbar zum guten Ton gehörenden respektlosen Umgang mit Frauen. Es sei nicht nur traurig anzuhören, sondern auch Zeichen einer großen Gefahr, „wenn deutsche Musensöhne das Weib das elendeste und erbärmlichste aller Geschöpfe nennen, das weibliche Geschlecht als das lediglich passive bezeichnen und mehr und mehr der Anschauung huldigen, das Weib habe keine höhere Bestimmung, als dass es dem Manne zur Befriedigung seiner sinnlichen Lüste und als Maschine zur Fortpflanzung des Menschen diene.“
Im April 1893 legte Geheeb das erste theologische Examen vor der sachsen-weimarischen Kirchenbehörde ab. Dabei war seine liberale Deutung der Blindenheilung durch Jesus Christus bei einigen Funktionären der Kirche auf Kritik gestoßen. Diese Erfahrung verstärkten seine Zweifel am Sinn des von ihm eingeschlagenen Weges, sodass er sich in der Folge verstärkt medizinischen, psychologischen, pädagogischen und philologischen Fächern zuwandte. Sein Theologiestudium führte er abwechselnd in Jena und Berlin fort, schloss es nach zwölf Semestern 1899 jedoch nicht mit dem zweiten kirchlichen Examen, sondern mit dem Oberlehrerexamen ab.
Da ihm seine Familie Studium und Unterhalt nicht finanzieren konnte, arbeitete Geheeb von April 1893 bis Juni 1894 neben dem Studium als Lehrer und Erzieher in Johannes Trüpers Anstalt für psychopathische Kinder auf der Sophienhöhe bei Jena und betreute danach für weitere anderthalb Jahre einen epilepsiekranken Jungen einer Jenaer Bürgerfamilie – Tätigkeiten, durch die er u. a. auch mit dem damaligen Leiter der Psychiatrischen Universitätsklinik von Jena Otto Binswanger und dessen Oberarzt Theodor Ziehen, zu dessen Patienten damals auch Friedrich Nietzsche gehörte, in Verbindung kam. Während seiner gesamten Studienzeit engagierte sich Geheeb zudem im Kampf gegen den Alkoholismus; er war Mitglied der Guttempler und verkehrte in der Deutschen Gesellschaft für ethische Kultur und im Kreise Moritz von Egidys. Für einen Mann seiner Generation besonders auffallend war Geheebs starkes Interesse für die Anliegen der Frauenbewegung, mit der er aufgrund seiner Freundschaft zu Minna Cauer, Anita Augspurg, Lily Braun, Jeannette Schwerin während der 1890er Jahre auch persönlich verbunden war.
1892 schloss Geheeb Freundschaft mit Hermann Lietz (1868–1919), der nach einer gründlichen pädagogischen Ausbildung bei Wilhelm Rein in Jena und einigen Schulerfahrungen (u. a. einem Jahr an Cecil Reddies 1889 gegründeten New School of Abbotsholme) 1898 das erste deutsche Landerziehungsheim in Ilsenburg am Harz eröffnete. 1930 schrieb Geheeb über diese für seine weitere Entwicklung zentrale Begegnung:

„Zwischen Lietz und mir entstand bald eine innige und ungemein fruchtbare Freundschaft; Gemeinsam vertieften wir uns in die Philosophie Fichtes und entwickelten unsere pädagogischen Ideen. Wir hatten viel in Städten gelebt, einen Teil unserer Studienzeit in Berlin zugebracht, wo uns das soziale Elend der Großstadt mit Grauen erfüllte; und durchdrungen von der Überzeugung, daß nicht nur vor hundert Jahren die Welt mehr oder weniger verderbt gewesen sei, wurden wir in dem starken Gefühle für den Antagonismus zwischen wahrem Menschentum und den Übeln der Zivilisation begeisterte Jünger Fichtes. Uns beschäftigten also nicht eigentlich die damals allmählich in Fluß kommenden Fragen der Schulreform […] Vielmehr interessierte uns der Mensch in seiner Totalität; mit warmem Interesse verfolgten wir, im Verkehr mit August Bebel und anderen sozialistischen Führern, die damals immer mächtiger anwachsende sozialdemokratische Bewegung, und es war hauptsächlich das unerquickliche parteipolitische Treiben, das uns hinderte, ihr uns anzuschließen. Uns handelte es sich um das Problem, das gesamte Leben der Menschen auf eine völlig neue, gesündere Basis zu stellen, und zwar vermittelst einer von Grund aus neuen Erziehung, wie Fichte sie in seinen Reden an die deutsche Nation gepredigt.“

Obschon Lietz seinen Freund Geheeb gerne in Ilsenburg gehabt hätte, nahm dieser 1899 zunächst eine Stelle als Lehrer im neu eröffneten Sanatorium des Carl Gmelin in Wyk auf Föhr an. 1902 folgte er schließlich dem Drängen seines Freundes Lietz und ging als Lehrer nach Haubinda, Lietz’ zweiter Schulgründung aus dem Jahr 1901. Nach der Gründung eines dritten Landerziehungsheims in Schloss Bieberstein (Hessen) bei Fulda übernahm Geheeb 1904 die Leitung von Haubinda, trennte sich jedoch im Juni 1906 im Streit von Lietz und eröffnete im September desselben Jahres zusammen mit Gustav Wyneken, Martin Luserke und einigen weiteren Mitarbeitern und Schülern von Haubinda die in der Nähe des thüringischen Saalfeld gelegene freie Schulgemeinde Wickersdorf.
Trotz des Erfolgs der neuen Schule verließ Geheeb Wickersdorf im Februar 1909, da er – nervlich aufgrund der aufreibenden Jahre bei Lietz und aufgrund einer unglücklichen ersten Ehe angeschlagen – mit seinem Mitdirektor Wyneken nicht zurechtkam. Auf der Suche nach einem Standort für eine eigene Schule verhandelte Geheeb während der nächsten Monate u. a. mit Wolf Dohrn, dem leitenden Geschäftsführer der Gartenstadtgesellschaft Hellerau, über die Übernahme der dort geplanten Schule; er erwog kurzzeitig die Gründung eines Landerziehungsheimes zusammen mit Ludwig Gurlitt (1855–1931) und bat in Bayern ohne Erfolg um die Konzession zur Führung einer privaten Internatsschule.

### Gründung der Odenwaldschule – nationale und internationale Bekanntheit (1910–1934)

Edith und Paul Geheeb, 1909

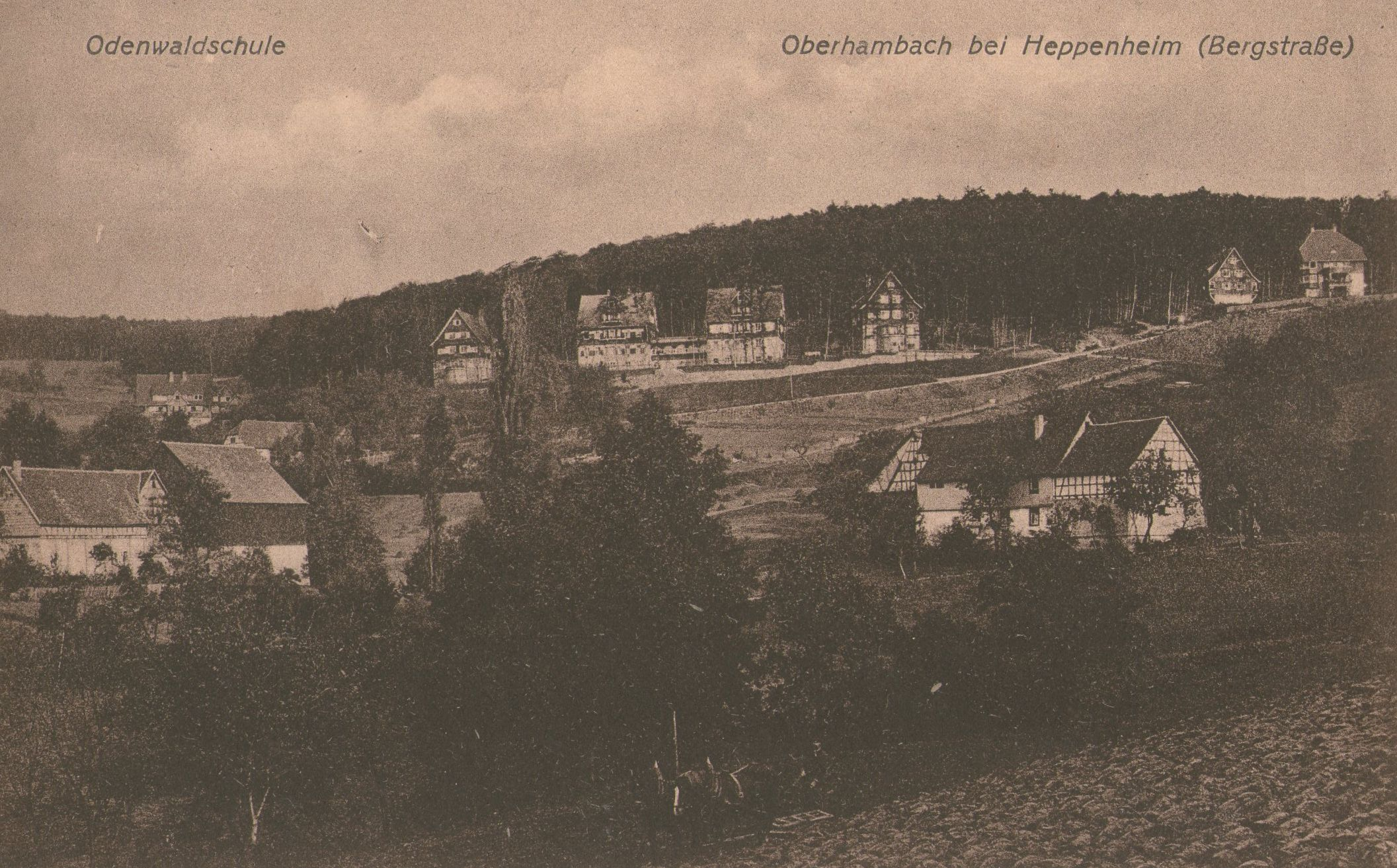
Das Schulgelände mit den um 1911 errichteten Schulgebäuden am Waldrand, von links: „Herder“-, „Fichte“-, „Schiller“- und „Humboldthaus“, rechts daneben abgesetzt: „Max-Cassirer-Haus“ und „Pestalozzihaus“. Zeitgenössische Ansichtskarte, 1918.

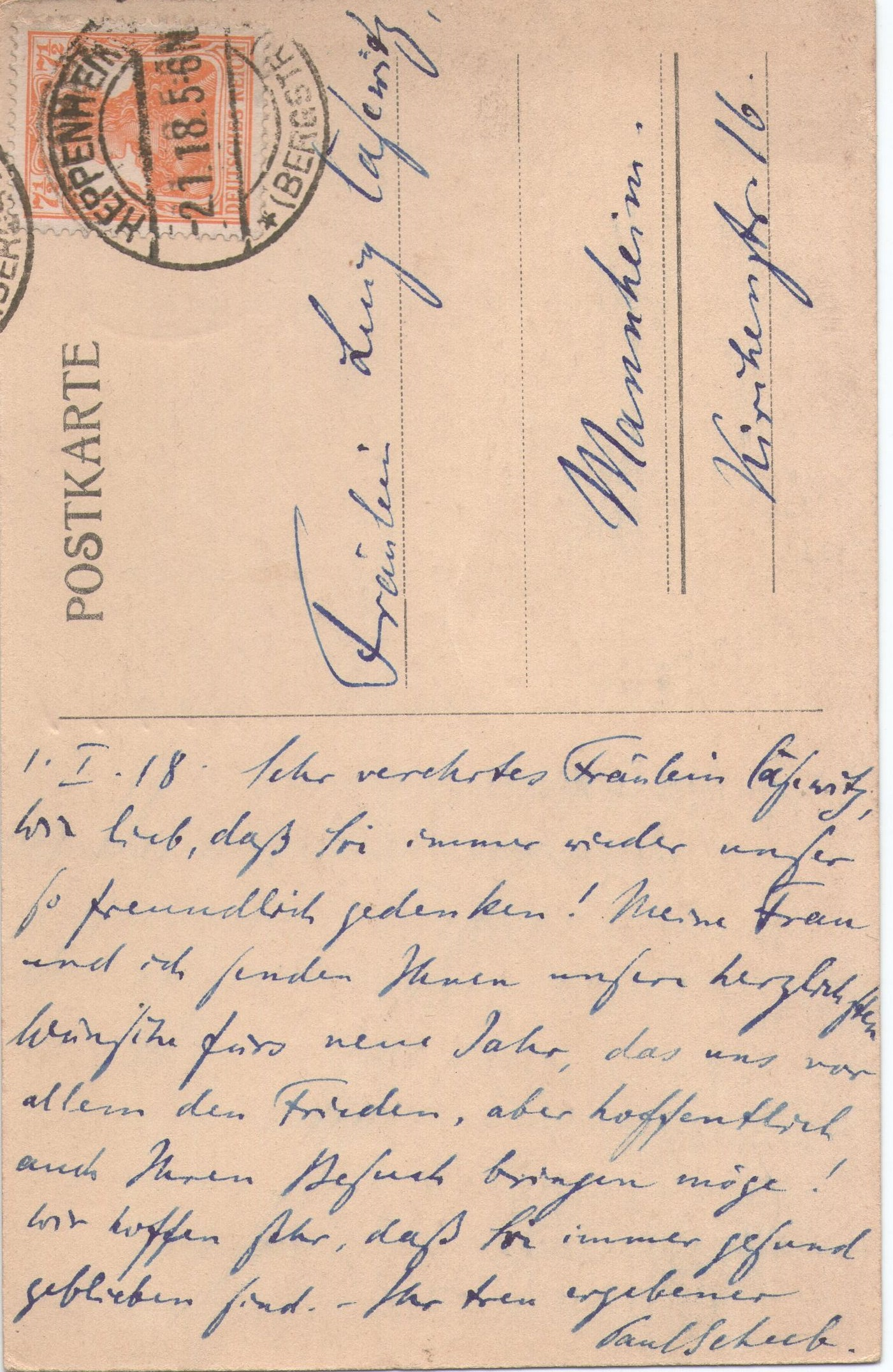
Textseite der obigen Postkarte: Paul Geheeb an Jenny Casewitz, Mannheim, datiert 1. Januar 1918.

Nach der Scheidung von seiner ersten Frau Helene Merck heiratete Geheeb im Oktober 1909 Edith Cassirer (1885–1982), die er als Praktikantin in Wickersdorf kennengelernt hatte, und im April 1910 eröffneten er und Edith Geheeb die Odenwaldschule in Ober-Hambach, in der Nähe von Heppenheim.
Durch die in ihr praktizierte Koedukation von Jungen und Mädchen, die Organisation des Unterrichts im Rahmen eines flexiblen Kurssystems und durch die in ihr verwirklichte Schülermitbestimmung erregte die Odenwaldschule bei pädagogisch engagierten Menschen von Anfang an beträchtliches Interesse. Während der Zeit der Weimarer Republik gehörte die von Geheebs Schwiegervater, dem Charlottenburger Kommunalpolitiker und Industriellen Max Cassirer finanziell großzügig unterstützte Schule zu den auch international bekanntesten Reformschulen Deutschlands. Bereits 1911/12 konnte die Schule durch den Bau von vier neuen, vom Bensheimer Architekten Heinrich Metzendorf entworfenen Häusern wesentlich erweitert werden.
Die Häuser trugen die Namen der „Heroen“ der Schule: Goethe, Fichte, Herder, Humboldt und Schiller. Diese Namen markieren zugleich Geheebs geistige Wurzeln.
Der Erste Weltkrieg und die ersten Jahre der Weimarer Republik waren auch für die Odenwaldschule materiell schwierige Zeiten. Im Gegensatz zur Mehrheit der deutschen Intellektuellen stand Geheeb dem Ersten Weltkrieg von Anfang an ablehnend gegenüber. Geheeb weigerte sich, die deutschen Siege oder den Geburtstag des deutschen Kaisers zu feiern; stattdessen feierte man die Geburtstage der Heroen der Schule und anderer bedeutender Menschen. Diese Gleichgültigkeit gegenüber dem Symbol deutscher Macht und der offensichtliche Mangel an nationaler Begeisterung führten im Verlauf des Krieges regelmäßig zu Reibereien mit Behörden und patriotisch gesinnten Freunden. Anfang 1918 drohte sogar kurzfristig die Schließung der Schule.
Obgleich Geheeb das Ende der selbstständigen deutschen Fürstentümer der Vorkriegszeit mit ihrem individuellen Charakter und ihrer zum Teil großen kulturellen Ausstrahlung bedauerte und sich nicht sogleich in die neue Zeit fand, freundete er sich bald mit der Weimarer Republik an. Im Laufe der folgenden Jahre knüpfte er als Teilnehmer zahlreicher Tagungen viele für die Entwicklung der Schule äußerst wertvolle Verbindungen. Er engagierte sich – wenn auch oft mit beträchtlichem Widerwillen wegen der rein materiellen Zielsetzungen dieser Vereinigung – im Rahmen der im Oktober 1924 in der Odenwaldschule gegründeten Vereinigung der freien Schulen und Landerziehungsheime Deutschlands, zu deren „linkem Flügel“ die Odenwaldschule zählte. Ab 1925 nahmen er und seine Frau – mit bedeutend mehr Freude – zudem regelmäßig an den alle paar Jahre stattfindenden großen Konferenzen der New Education Fellowship teil und halfen beim Aufbau der deutschen Sektion dieser internationalen Erziehungsbewegung.
Zum (pädagogischen) Freundes- und Bekanntenkreis der Geheebs zählten Hermann Hesse, Romain Rolland, Martin Buber, Georg Kerschensteiner, Stephanie Held-Ludwig, Elisabeth Rotten, Adolphe Ferrière und Pierre Bovet, Peter Petersen und Eduard Spranger, Alexander Neill, Bernhard Uffrecht, Beatrice Ensor, Kuniyoshi Obara und Charleton W. Washburn. Zu den prominenten Schülern der geheebschen Odenwaldschule gehörten u. a. Klaus Mann, Geno und Felix Hartlaub, Wolfgang Hildesheimer, Wolfgang Porsche und Beate Uhse.
Ein Höhepunkt der internationalen Anerkennung der Geheebs war ein dreitägiger Besuch des indischen Politikers, Dichters und Philosophen Rabindranath Tagore Anfang August 1930 in der zu diesem Zeitpunkt rund 200 Schüler zählenden Odenwaldschule. Dieser Besuch war auch Ausdruck der vielfältigen Beziehungen, welche die Geheebs seit Beginn der 1920er Jahre mit Indien verbanden.

### Emigration in die Schweiz und Aufbau der École d’Humanité (1934–1961)
Nach der Machtergreifung der Nationalsozialisten wurde die Odenwaldschule zweimal von lokalen SA-Gruppen überfallen. Es wurden Gewalttätigkeiten an jüdischen Mitarbeitern verübt. Obwohl Geheeb die neue Regierung in Berlin vor versammelter Schule als „Verbrecherbande“ bezeichnet hatte und Edith Geheeb aus einem jüdischen Haus stammte, ließ man die Geheebs selbst in Ruhe. Anders als die Freie Schul- und Werkgemeinschaft seines Freundes Bernhard Uffrecht, die von den neuen Machthabern im April 1933 geschlossen wurde, beschränkte man sich im Falle der Geheebs – wohl nicht zuletzt auch aus Rücksicht auf das hohe internationale Prestige der Odenwaldschule – darauf, den größten Teil der bisherigen Mitarbeiter der Schule durch politisch zuverlässige junge Assessoren zu ersetzen. Zudem sollten Jungen und Mädchen, die bis dahin stets gemeinsam in denselben Häusern gewohnt hatten, ab April 1933 in getrennten Häusern untergebracht werden. Nach weiteren Zusammenstößen mit dem neuen Regime und nach weiteren Eingriffen in ihre Schule beschlossen die Geheebs, ihre Schule zu schließen und in die Schweiz überzusiedeln.
Um Repressionen gegenüber ehemaligen und künftigen Odenwaldschulabsolventen und gegenüber dem Besitzer der Schule, Edith Geheebs Vater Max Cassirer, zu vermeiden, tarnten sie die Schulschließung als wirtschaftliche Notwendigkeit, indem sie vertrauenswürdige Eltern im Laufe des Sommers und Herbstes 1933 um die Abmeldung ihrer Kinder baten. Schließlich zogen Paul und Edith Geheeb mit dem Segen der Berliner Machthaber im April 1934 mit zwei oder drei Mitarbeitern und zwei Dutzend Schülern in die Schweiz, wo sie ihre Arbeit zunächst als Gäste des quasi bankrotten, oberhalb von Versoix bei Genf gelegenen Institut Monnier fortsetzten, während Heinrich Sachs und Werner Meyer, zwei frühere Mitarbeiter, auf dem Gelände der „alten“ Odenwaldschule die Gemeinschaft der Odenwaldschule eröffneten.
Obwohl Geheeb dem Vorhaben – nicht zuletzt aufgrund der wirtschaftlichen Interessen seines Schwiegervaters – ausdrücklich zugestimmt hatte und Meyer und Sachs sich bemühten, die neue Schule im Geiste der alten Odenwaldschule zu führen, betrachtete Geheeb die schnell wachsende Gemeinschaft der Odenwaldschule von Anfang an mit Argwohn. Meyer wurde nach Ende der Aufnahmesperre der Partei 1937 zudem Mitglied der NSDAP. Nach der Schließung der Schule durch die US-Amerikaner im Sommer 1945 bemühte Sachs sich vergeblich um die Wiederherstellung des Kontaktes zu Geheeb. Dieser lehnte jeden Versuch einer Verständigung ab. Seine Schroffheit trug damals wesentlich zur Spaltung der mit der Odenwaldschule verbundenen Menschen in ein Pro- und ein Anti-Sachs-Lager bei, was die Aufarbeitung der Geschichte der zweiten Odenwaldschule lange erschwert hat.
Anlässlich der Eröffnung seiner neuen Schule im April 1934 betonte Geheeb, dass es dabei nicht einfach um die Fortführung der bisherigen Arbeit gehe. Angesichts der politischen Lage gelte es mehr denn je, die Verbindung der Menschen untereinander zu stärken. Die neue Schule solle deshalb keine deutsche oder französische oder schweizerische Schule, sondern eine übernationale Schule, eine „Schule der Menschheit“ werden.
„Im bescheidenen Rahmen unserer kleinen Schule am Genfer-See wollen französische und schweizerische und deutsche, hoffentlich bald auch englische Kultur in fruchtbarer, gegenseitig bereichernder Auseinandersetzung aufeinander wirken, wollen Abend- und Morgenland einander begegnen; und wenn es uns gelingt, zu verwirklichen, was mir vorschwebt, so werden wir in einigen Jahren weder eine französische, noch eine deutsche, noch eine englische, noch eine schweizerische Schule sein, sondern die Schule der Menschheit“, so Geheeb anlässlich der Schuleröffnung am 17. April 1934.
Nach anfänglichen Erfolgen wurde es ab 1936/37 allerdings immer schwieriger, die Schule, die jetzt zum großen Teil von jüdischen und „halbjüdischen“ Kindern aus Deutschland und von Kindern emigrierter Deutscher besucht wurde, materiell über Wasser zu halten. Immer mehr Eltern waren aufgrund ihrer eigenen finanziellen Lage auf großzügige Schulgeldreduktionen angewiesen, und die Überweisung von Geldern aus dem Ausland wurde wegen zunehmender Restriktionen auch da immer schwieriger, wo Eltern noch hätten zahlen können. Zu diesen Problemen traten Konflikte mit dem Besitzer des Instituts Monnier und mit dem Verband Schweizer Privatschulen, bei dem man angesichts der an der Wirtschaftskrise leidenden eigenen Schulen nicht begeistert über den prominenten Konkurrenten aus Deutschland war.
Nach zwei mehr oder weniger unfreiwilligen Ortswechseln ließen sich die Geheebs im Oktober 1939 mit den Resten ihrer mittlerweile ganz verarmten Schule in Schwarzsee, einem kleinen Dörfchen in den Freiburger Voralpen nieder, wo sie den Krieg in äußerst beengten Verhältnissen überstanden.
Am 7. Oktober 1941 veröffentlichte der Deutsche Reichsanzeiger Ausbürgerungsentscheide des Reichsministerium des Innern in Form der Ausbürgerungsliste 257 des Deutschen Reichs, durch die Paul Geheeb und seine Ehefrau rechtswirksam vom Deutschen Reich ausgebürgert wurden.
Nachdem die Schülerzahl von rund 60 im Jahr 1936 auf 25 im Jahr 1939 und auf 7 im Jahr 1940 zurückgegangen war und die Schließung der Schule unumgänglich schien, begannen die Geheebs enger mit den damals aktiv werdenden Schweizer Hilfswerken, insbesondere mit dem Schweizer Hilfswerk für Emigrantenkinder, zusammenzuarbeiten. Am Ende des Krieges war die Schülerzahl der École d’Humanité erneut auf rund 40 angewachsen. Bei den meisten der neuen Schülern handelte es sich um traumatisierte Kriegsopfer, Flüchtlingskinder aus Frankreich und anderen europäischen Staaten sowie vereinzelte Kinder aus den befreiten Konzentrationslagern. Damit hatte sich die soziale Situation der Schule im Vergleich zu früher radikal geändert. Von einer Bildungsanstalt für die Kinder des linken und liberalen Bürgertums und einer avantgardistischen Künstlerbohème war sie zu einem Auffangbecken für soziale Notfälle aller Art geworden.
Nach Kriegsende angefragt, ob sie nach Deutschland zurückkehren wollten, um die Leitung der neu zu eröffnenden Odenwaldschule zu übernehmen, lehnten die Geheebs trotz ihrer schwierigen Situation ab und empfahlen stattdessen, Minna Specht, die nach England emigrierte ehemalige Mitarbeiterin Leonhard Nelsons, die bis 1933 das Landerziehungsheim Walkemühle geleitet hatte, mit der Aufgabe zu betrauen. Gezwungen, ihr Domizil am Schwarzsee aufzugeben, zogen die Geheebs im Mai 1946 erneut um. Es war ihr fünfter Umzug in der Schweiz. Sie ließen sich in Hasliberg-Goldern im Berner Oberland, dem heutigen Standort der École d’Humanité, nieder. Die Verhältnisse gestalteten sich auch dort anfänglich äußerst schwierig, doch gab Geheeb die Hoffnung nicht auf, seine Idee einer alle Kulturgemeinschaften umfassenden Schule der Menschheit schließlich doch noch in großem Maßstab verwirklichen zu können. Während zwei, drei Jahren stieß er damit innerhalb der Schweiz tatsächlich erstmals auf ein gewisses Interesse. Vorübergehend erwogen Geheeb und Walter Robert Corti, der Gründer des 1948 eröffneten Kinderdorfs Pestalozzi, eine Zusammenarbeit, und es gab andere, ähnliche Pläne, doch letztlich fehlten die Entschlossenheit und das Geld, mehr zu tun als den schwierigen Alltag in der real existierenden Schule zu bewältigen.
Dank der Tatkraft von Edith Geheeb und einigen neu dazugestoßenen Mitarbeitern stabilisierte sich die Schule im Laufe der 1950er Jahre nach und nach.
Geheeb, der anlässlich seines 90. Geburtstags die Ehrendoktorwürde der Universität Tübingen und der von Tagore gegründeten Visva-Bharati-Universität im indischen Shantiniketan erhalten hatte und von der Kultusministerkonferenz der Bundesrepublik Deutschland in aller Form ausgezeichnet worden war, starb am 1. Mai 1961 in seiner Schule.
Trotz der Ehrungen aus aller Welt schien Geheeb nach dem Krieg den Anschluss an die neue Zeit mit ihren scheinbar neuen Fragen nicht mehr geschafft zu haben. Der Versuch eines kritisch-selbstkritischen Dialogs zwischen Geheeb und der 1946 unter der Leitung Minna Spechts neu eröffneten Odenwaldschule, den diese anlässlich ihres 40. Gründungsjubiläums im Sommer 1950 unternommen hatte, war im Grunde gescheitert. Auch aus der internationalen Arbeit zog Geheeb sich nach dem Krieg mehr und mehr zurück. Seine Ideale schienen überlebt, und seine Sprache wurde nicht mehr verstanden.
Nach dem Tod Geheebs übernahmen Armin und Natalie Lüthi-Peterson, unterstützt von der mittlerweile 76-jährigen Edith Geheeb, die Leitung der Schule. Edith Geheeb, die „starke Frau“ hinter Geheeb, die sich während all der Jahre um das wirtschaftliche Überleben seiner Schulen gekümmert hatte, starb am 29. April 1982.
Es gibt einige Pädagogen, die durch Geheebs „Schule“ gegangen sind und seine Grundsätze von dort an andere Orte getragen haben und tragen. Auch einzelne direkt von Geheeb inspirierte Schulgründungen lassen sich nachweisen, so insbesondere die 1937 durch zwei ehemalige Mitarbeiter der Geheebs gegründete Childrens Garden School in Madras, Indien. Dazu kommen natürlich die von Paul und Edith Geheeb selber gegründeten Schulen.

## Geheebs pädagogische Position

### Allgemeines zur Bewegung der deutschen Landerziehungsheime
Die Bewegung der deutschen Landerziehungsheime oder der New Schools bzw. Ecoles Nouvelles à la Campagne, wie dieselbe Bewegung im englischen und französischen Sprachraum hieß, war ein Teil der kulturkritischen und lebensreformerischen Protestbewegungen, mit denen das ausgehende 19. Jahrhundert in Europa und den USA auf die Industrialisierung und die diese begleitenden gesellschaftlichen Veränderungen reagierte. Die Landerziehungsheimbewegung wollte die diagnostizierte Krise „vermittelst einer von Grund aus neuen Erziehung“ auffangen und überwinden. In diesem Sinn schrieb Geheeb 1930:

„Die Jugend soll zu tapferen Kämpferscharen erzogen werden, die sich nicht feige in die Welt, die in vielen Hinsichten immer verderbt ist, hineinfügen, sondern gelernt haben, gegen den Strom zu schwimmen, der Mode und Konvention auf äußeren und geistigen Gebieten und allem, was jeweils „modern“ genannt wird, souverän gegenüberzustehen […] Jeder Jüngling, jedes Mädchen lernt im Landerziehungsheim, als verantwortungsvolles Glied einer kleinen Gemeinschaft zu leben, um als Staatsbürger später mit voller Hingabe dem Wohle der Nation zu dienen. So soll die neue Jugend weit über den Rahmen ihrer Heime hinaus wirken zur völligen Umgestaltung der menschlichen Gesellschaft!“

Statt in städtischen Tagesschulen sollte die Jugend in überschaubaren, auf einem partnerschaftlichen Verhältnis von Jung und Alt beruhenden ländlichen Erziehungsgemeinschaften heranwachsen. Trotz dieses gemeinsamen Ausgangspunktes kann man von einer Pädagogik der Landerziehungsheime im Grunde allerdings ebenso wenig sprechen, wie von einer einheitlichen Reformpädagogik: Während körperliche Leistungen – lange Radtouren, Arbeiten in Wald und Feld oder sportliches Engagement im Dienste der Gesellschaft – bei Hermann Lietz oder Kurt Hahn eine große Rolle spielten, legten der weichere Geheeb, Martin Luserke, Max Bondy und andere Landerziehungsheimgründer beispielsweise mehr Gewicht auf musische und handwerkliche Aktivitäten und auf ein eher kontemplatives Verhältnis zur Natur. Ähnliche, mehr oder weniger große Unterschiede gab es auch im Bereich der Schülermitbestimmung und der Unterrichtsorganisation oder in der Frage der Koedukation.

### Koedukation
Hier war Geheeb vielleicht mehr als in jedem anderen Bereich Pionier, denn die Odenwaldschule war die erste koedukative (Internats)-Schule Deutschlands, die diesen Namen wirklich verdiente. Geheeb, der bei Johannes Trüper ein gemischtes (heilpädagogisches) Internat erlebt und 1899/1900 in Wyk auf Föhr weitere Erfahrungen mit der Koedukation gemacht hatte, empfand die in den damaligen staatlichen und nicht-staatlichen Schulen vorherrschende Trennung der Geschlechter als zutiefst unpädagogische Reduktion der natürlichen Welt. Während er bei Lietz kein Verständnis für sein Anliegen fand und die Koedukation auch in Wickersdorf, wo sie ab 1906 Teil des Schulprogramms war, nur halbherzig durchgeführt wurde, wurde sie ab 1910 zum eigentlichen Markenzeichen der Odenwaldschule. Fritz Karsen schreibt über seine Eindrücke von der Odenwaldschule nach einem kurzen Besuch 1921:
„Die persönlich-menschliche Umwelt hat den denkbar grössten Reichtum. Alle Lebensalter von dem kleinen Kind an, das noch der Kinderpflegerin bedarf, und dem Kind im Spielalter (Kindergarten) an bis zu den erwachsenen Schülern und Schülerinnen und schließlich auch den im verschiedensten Alter stehenden Lehrern leben hier zusammen. Beide Geschlechter, unter den Schülern und unter den Lehrern, sind gleichberechtigt und gleichverpflichtet. Damit ist gesagt, dass hier der Versuch gemacht ist, die in den Staatsschulen übliche völlige Trennung der Geschlechter aufzuheben und die Jugend ein natürliches Gemeinschaftsleben führen zu lassen. – Die Odenwaldschule ist zweifellos die einzige Schule in Deutschland, die wirkliche Koedukation hat. Man könnte noch an Wickersdorf denken, aber bei dem Vergleich beider Anstalten springt ein Unterschied ins Auge. […] So schön sich auch das Zusammenleben der Geschlechter dort entfaltet hat, eine gewisse äussere Trennung ist immer bewahrt worden. Die Mädchen haben ihr eigenes Gebäude, das sogenannte „Herrenhaus“, das für die Knaben von einer gewissen Tageszeit an nicht mehr geöffnet ist. Auch wird von genauesten Kennern Wickersdorfs behauptet, dass Knaben und Mädchen in Wickersdorf zwar gleichberechtigt, aber nicht in gleicher Weise bestimmend seien, das vielmehr die Knaben den Ton und Stil im Wesentlichen angäben. In der Odenwaldschule bestehen keinerlei äussere Scheidungen. Knaben und Mädchen wohnen in den einzelnen Häusern Zimmer bei Zimmer, besuchen sich, wann sie wollen, ohne dass irgendwie eine kleinliche Aufsicht geübt wird. […] So viel ich in der kurzen Zeit beobachten konnte, ist das Verhältnis zwischen den Geschlechtern einfach und natürlich wie in einer Familie, und ich habe den Eindruck, dass gerade die Koedukation den charakteristischen Zug im Bilde der Odenwaldschule und ihrer Zöglinge ausmacht.“
Wenn die gemeinsame Erziehung von Knaben und Mädchen nach dem Ersten Weltkrieg auch nicht mehr ganz so neu und exotisch war wie 1910, so blieb sie im deutschen Sprachraum doch bis in die 1960er Jahre vielfach eine Ausnahme. (Das NS-Regime zwang sogar bisherige Koedukationsschulen zu getrennten Klassen.) Die Odenwaldschule galt daher auch während der Weimarer Republik als die Koedukationsschule schlechthin. Geheeb galt bis zur Machtergreifung der Nationalsozialisten als einer der profiliertesten Experten zu diesem Thema. Er war überzeugt davon, dass sich die gemeinsame Erziehung von Knaben und Mädchen nicht nur positiv auf deren individuelle Entwicklung und deren späteres Verhältnis zueinander auswirke. Er sah in der Koedukation auch ein wichtiges Mittel zur „Überwindung der einseitigen Männerkultur“. Im Grunde lag für ihn gerade hier, in diesem politisch-kulturellen Bereich, die eigentliche Bedeutung der Koedukation.

### Flexible Kurse statt starre Jahrgangsklassen
Die unter der Federführung eines jungen Mitarbeiters der Schule, Otto Erdmann, während der ersten drei Jahre ihres Bestehens entwickelte, 1914 erstmals öffentlich vorgestellte besondere Arbeitsorganisation der Odenwaldschule war ein zweiter Grund für das große Interesse an Geheebs Arbeit bei in- und ausländischen Fachleuten schon bald nach Eröffnung der Schule. Auch in diesem Bereich ging man in der Odenwaldschule weiter als in den meisten Reformschulen jener Jahre, einschließlich der Lietzschen Landerziehungsheime und der bunten Schar ihrer Nachfolger. Nachdem zunächst mit verschiedenen Organisationsformen experimentiert worden war, wurde im Januar 1913 ein System frei wählbarer, flexibler Kurse etabliert, durch das die herkömmlichen Jahrgangsklassen ersetzt wurden. Von Erwachsenen beraten, wählten sich die Kinder (mit Ausnahme der weiterhin als Gruppe betreuten Grundschüler) jeweils zwei oder drei Kurse, die sie während eines Kursmonats oder einer sog. Kursperiode jeden Vormittag besuchten. Am Ende jedes Kursmonats wurde im Rahmen einer Kursschlussschulgemeinde über die Arbeit in den verschiedenen Kursen berichtet. Danach wurde neu gewählt, wobei ein Kurs gelegentlich auch über zwei oder mehrere Kursmonate fortgesetzt werden konnte. Die Zensuren wurden durch schriftliche Kursberichte und durch periodische Gespräche über die eigenen Leistungen, das Klima in einem Kurs u. ä. ersetzt. Die Nachmittage – das war ein integraler Bestandteil der neuen Struktur – waren handwerklichen und musischen Aktivitäten und eigenen Projekten vorbehalten, um auf diese Weise, wie Geheeb in seinem ersten Schulprospekt schrieb, „der bedenklichsten unserer Zeitkrankheiten, dem einseitigen Intellektualismus und der damit zusammenhängenden unethischen Überschätzung der Technik […] entgegen zu wirken“.  –
Während die Odenwaldschule nach 1934 unter dem Zwang des Nationalsozialismus wieder zu herkömmlichen Strukturen zurückkehrte, fand die schulische Arbeit in der Ecole d’Humanité nach wie vor im Rahmen dieses Kurssystems statt.

### Schulgemeinde
Bekannt wurde die Odenwaldschule schließlich durch Geheebs Stil im Umgang mit der „Schulgemeinde“. Die „Schulgemeinde“, d. h. die alle ein bis drei Wochen stattfindende Versammlung der gesamten Schule – zu Beginn der 1930er Jahre immerhin beinahe 200 Kinder und Jugendliche und rund 100 Erwachsene – war für Geheeb das eigentliche Herz seiner Schule. In diesen Versammlungen wurde über große und kleine Vorkommnisse informiert und diskutiert, hier wurden grundsätzliche mit der Schule oder der Welt draußen zusammenhängende Fragen besprochen und Beschlüsse gefasst oder aufgehoben. Diese Versammlung war im Grunde die einzige Struktur, die Geheeb seiner Schule 1910 als Motor und lebendige Mitte mit auf ihren Weg gegeben hatte. Alle anderen Einrichtungen waren sekundär und standen im Prinzip jederzeit zur Disposition. „Werde, der du bist“, dieser von Pindar entliehene Satz, war für Geheeb „die oberste Maxime menschlicher Entwicklung“ und der „Inbegriff höchster pädagogischer Weisheit“. Der Satz war eine Aufforderung an jeden Einzelnen. Er galt aber auch für die Schule als ganzes. In diesem Sinn schrieb Geheeb 1924: „Tatsächlich unterziehen wir die mannigfaltigen Formen, in denen die Gemeinschaft zu realem Ausdruck und Auswirken gelangt, immer und immer wieder einer Revision aus dem Gesichtspunkte jener obersten Maxime, so dass die Formen und Einrichtungen des sozialen Lebens unserer Gemeinschaft in ständigem Flusse begriffen sind“. Obschon Näf 2006 auf einige wesentliche Mängel in der theoretischen Konzeption der Schulgemeinde hinweist – so u. a. das Fehlen klar definierter Kompetenzen oder die Tatsache, dass das „Personal“ der Odenwaldschule wie die Mitarbeiter in Büro, Küche etc. mit Selbstverständlichkeit nie zur Schulgemeinde gezählt wurde – wird sie bis heute mehrheitlich sehr positiv beurteilt.

### Entwickeln statt erziehen, Geheebs Kritik am herkömmlichen Verständnis von Bildung und Erziehung
Geheeb erkennt zwar den Wert guter, d. h. menschengerechter Strukturen an, letztlich geht es ihm jedoch um mehr. Was er will, ist die Veränderung des Verhältnisses von Erwachsenen und Kindern. Statt auf Unterordnung, Befehl und Gehorsam, wie bis dahin, sollte dieses auf gegenseitigem Respekt und auf Dialog beruhen. Jeder Versuch, Menschen nach einem bestimmten Plan zu erziehen, ist für Geheeb letztlich ein illusorisches Unternehmen, in dessen Verlauf die Menschen sich „zu kümmerlichen Karikaturen dessen, was sie ihrer individuellen Bestimmung nach hätten werden sollen“ entwickeln.
Für Geheeb ist klar, dass sich echte Bildung nicht herstellen und vermitteln lässt, sondern dass sie das Ergebnis eigener Erlebnisse und eigenen Engagements ist und sein muss. Er greift in diesem Zusammenhang gerne auf die prägnanten Sätze Fichtes zurück, der 1793 schrieb:

„Kein Mensch wird kultiviert; jeder hat sich selbst zu kultivieren. Alles bloss leidende Verhalten ist das gerade Gegenteil der Kultur! Bildung geschieht durch Selbsttätigkeit und zweckt auf Selbsttätigkeit ab.“

In einem in den Niederlanden gehaltenen Vortrag ergänzte Geheeb 1936: „Ich würde am liebsten die Ausdrücke ‚Erziehung‘ und ‚erziehen‘ überhaupt nicht mehr gebrauchen, sondern vorziehen, von menschlicher Entwicklung zu sprechen. […] Was am Vorgang der ‚Erziehung‘ vernünftigerweise haltbar ist, das ist der Entwicklungsprozess, in dem sich jeder Mensch von der Geburt bis zum Tode – und hoffentlich weit darüber hinaus – befindet, der Prozess andauernder, zunächst unbewusster, allmählich bewusst werdender Auseinandersetzung, in der sich jedes Individuum mit seiner Umgebung, mit Menschen und Dingen, mit Natur und Kultur befindet, die empfangenen Eindrücke teils fruchtbar verarbeitend und als Bildungsstoffe zum Aufbau der eigenen Individualität assimilierend, teils aber ablehnend.“ – Die Unterscheidung von Lehrern und Zöglingen gehöre ebenso ins pädagogische Museum wie der Rohrstock, der längst dort gelandet sei. Stattdessen sollten die Erwachsenen als eine Art ältere Freunde mit den Kindern und Jugendlichen leben: „Man muss wirklich miteinander leben; die Erwachsenen müssen nicht nur mit den Kindern spielen, arbeiten, wandern und alle die Interessen und kleinen und grossen Freuden und Leiden des Kindes teilen, sondern letzteres auch, je nach seiner Reife, am eigenen Erleben und Schaffen teilnehmen lassen, sodass mehr oder weniger innige persönliche Beziehungen entstehen.“ Dabei dürften Erwachsene niemals als überlegene Gesetzgeber oder Führer auftreten. Die Heranwachsenden sollten „selbständig gehen lernen“, und der Erwachsene müsse sich stets bewusst sein, dass der eigene Weg niemals der des andern sein könne, dass er einem jungen Menschen „günstigstenfalls“ dabei helfen könne, seinen eigenen Weg zu finden. Aus diesen Überlegungen ergibt sich für Geheeb die Forderung, „alle Schulen in Lebensgemeinschaften umzuwandeln, in denen Menschen der verschiedensten Altersstufen […] natürlich und unbefangen miteinander leben.“ Diese Forderung entspricht dem, was Hartmut von Hentig und andere seither als „Entschulung der Schule“ beschrieben haben. Dabei tritt die Entfaltung der eigenen Interessen und das Verfolgen eigener Ziele und Projekte an die Stelle der zentral organisierten Vermittlung eines von oben vorgegebenen Schulstoffes. Aus Lehrern werden Lernbegleiter im Sinne von Carl Rogers oder Paolo Freire.
Die Umwandlung der Schule ist für Geheeb Teil einer umfassenden gesellschaftlichen Veränderung, die ihm im Laufe seines Lebens immer dringlicher schien. Er schrieb dazu 1936: „Eine gewaltige und restlose Abrüstung muss im Lager der Erwachsenen stattfinden, eine Abrüstung der riesengrossen physischen und intellektuellen, wirtschaftlichen und technischen Übermacht, die der Erwachsene gegenüber dem Kinde, dem bildsamsten und unterdrückbarsten Geschöpf auf Gottes verschandelter Erde mit Selbstverständlichkeit bisher zu gebrauchen, also zu missbrauchen pflegte.“
Diese „Abrüstung“ ist für Geheeb nicht Selbstzweck. Sie bildet vielmehr eine wichtige, wenn nicht die zentrale Voraussetzung dafür, dass die Menschheit nicht an den von ihr selbst gemachten Krisen zugrunde geht. In diesem Sinn mahnt Geheeb 1939: „Das Heil kommt von den Kindern […] Wenn die heutige Menschheit diese uralte Weisheit in ihrer ganzen Größe und Tiefe verstände und anzuwenden wüsste, so würde sie die Erlösung für ungezählte Millionen gequälter Menschen auf der ganzen Erde bedeuten, die heute, mit mehr oder weniger klarem Bewusstsein, am Ende ihrer Erwachsenenweisheit sind. Die Menschheit liegt schwer krank. […] Wohin wir treiben? darüber herrscht heillose Verwirrung. Anscheinend unlösbare politische, wirtschaftliche, kulturelle Probleme überall; von allen Seiten drohen neue Katastrophen; soweit die verantwortlichen Staatenlenker, die Politiker und Volkswirtschaftler, die Generäle und selbst die Philosophen noch ehrlich sind, bekennen sie, am Ende ihrer Weisheit zu sein.“ Es geht Geheeb also nicht nur darum, „daß unsere Zeit dem Kinde endlich zu geben vermag, was des Kindes ist“, sondern auch darum, dass „aus den Kindern, aus der Jugend Ströme neuen Lebens kommen, die uns Erwachsene, die wir ratlos und verzweifelt vor dem Chaos stehen, aus dem Elend retten.“

## Kritik
1999 und 2010 wurde bekannt, dass zahlreiche Schüler der Odenwaldschule von Lehrerinnen und Lehrern sexuell missbraucht worden waren. Auch zu Zeiten Geheebs gab es Indizien von Missbrauchsfällen durch Erzieher. Im Schularchiv erhaltene Briefe der Eltern an die Internatsleiter wurden in einer 1998 abgeschlossenen Dissertation ausgewertet. Aus dieser Dissertation geht hervor, dass Paul Geheeb sexuelle Übergriffe, die ihm zur Kenntnis gebracht wurden, ignoriert oder nicht ernst genommen zu haben scheint.
In Klaus Manns früher Erzählung Der Alte (veröffentlicht 1925) lässt sich eine Beschreibung Paul Geheebs erkennen. Der Protagonist, Schulleiter eines Landerziehungsheims und mit den äußeren Erscheinungsmerkmalen Geheebs, wird dahingehend charakterisiert, dass er bei regelmäßigen privaten Treffen mit Schülerinnen diese zu Zärtlichkeiten drängte:
„Wenn ungefähr eine Viertelstunde vorüber war, ging er zu Zärtlichkeiten über. Er begann das Mädchen zu streicheln, ja, er bettet sogar seinen Kopf, seinen weißen, unausdenkbar alten Kopf mit dem Faunsmund, in ihren Schoß, und wenn sie, zitternd und mit heißen jungen Händen seine Liebkosungen erwiderte, stammelte er: «Du Liebe, – daß du zu einem alten Manne so lieb noch sein magst», und, hinter dem weißen Barte zuckend, sucht sein großer, roter und alter Mund den ihren.“
Diese Erzählung führte zu schweren Verstimmungen zwischen Klaus Mann und Paul Geheeb, der sich in einem Brief bei Thomas Mann beschwerte. Mit Thomas Manns vermittelnder Antwort konnte die Angelegenheit ausgeräumt werden.

## Einschätzung und Aktualität
Fachleute wie Adolphe Ferrière oder Peter Petersen, der Begründer der Jenaplan-Pädagogik, bezeichneten die Odenwaldschule in den 1920er Jahren als geglückteste Ausprägung des Typus des deutschen Landerziehungsheims, eine Einschätzung, der auch Fritz Karsen, ein Mitbegründer des Bundes Entschiedener Schulreformer, und andere Pädagogen zustimmten. So schrieb Karsen 1921: „Hier hört der äussere Zwang zum Lernen von allerlei Wissenschaft, der die Kräfte nicht weckt, sondern vielfach geradezu unterdrückt, gänzlich auf. Individuelle Anlagen können erwachen und entwickelt werden; das unsinnige Vielerlei des Wissensstoffs und der unnatürliche Wechsel von Fach zu Fach (fünf bis sechs Mal an einem Vormittag) hört zu Gunsten einer sinnvollen Konzentration der auf einmal zu bewältigenden Aufgaben auf. Dazu schützt die umgebende Gemeinschaftswelt, der der Einzelne verpflichtet ist, vor uferlosem Individualismus und geistig-einseitiger Verirrung.“
In Herders Lexikon der Pädagogik der Gegenwart, das aufgrund seines katholischen Standpunktes gegenüber der Geheebschen Pädagogik eher kritisch eingestellt war, hieß es 1930: „Anzuerkennen ist an G. das Vertrauen auf den gesunden Sinn unserer Jugend, der Ernst, mit dem er sie ernst nimmt, u. sein mutvolles, konsequentes Handeln, das sein Werk vielleicht zu dem umfassendsten u. kühnsten Schulversuch Deutschlands, ja vielleicht ganz Europas gemacht hat, der geradezu zu einer Wallfahrtsstätte für Suchende aus aller Herren Ländergeworden ist.“ In einer breit angelegten Untersuchung über die Theorie und die Praxis der kindlichen und jugendlichen Selbstbestimmung kam Johannes Martin Kamp 1995 zu dem Schluss, dass die Odenwaldschule der Geheebs mit Recht „als die modernste, pädagogisch fortschrittlichste und radikalste Neue Schule in Deutschland“ gegolten habe.
In den letzten Jahren wurde vor allem von Näf verschiedentlich auf die politische Brisanz von Geheebs Pädagogik hingewiesen. In seinem Denken nehme Geheeb vieles vorweg, was seither von der Antipädagogik, der Kinderrechtsbewegung oder dem weltlich liberalen Teil der Homeschool- bzw. Nonschoolbewegung aufgegriffen wurde. Seine Position des „niemand wird kultiviert, jeder hat sich selbst zu kultivieren“ entspreche der in den 1950er Jahren entwickelten Lernpsychologie der humanistischen Psychologie und sei von dem Schweizer Kinderarzt Remo H. Largo († 2020) und dem Hirnforscher Gerald Hüther bestätigt worden.
Trotz ihrer Brisanz und Aktualität seien die theoretischen Aussagen Geheebs, so Näf im Jahr 2006 in einem Überblick über die entsprechende Sekundärliteratur, von der Forschung bis in die jüngste Zeit kaum diskutiert worden. Stattdessen werde Geheeb in der Regel lediglich als Leiter einer bekannten Reformschule und als ein prominenter Verfechter der Koedukation wahrgenommen. Dies bedeute eine Reduktion und Verharmlosung der geheebschen Pädagogik, die dieser nicht gerecht werde.

## Auszeichnungen
- 1960: Goethe-Plakette des Landes Hessen.

## Schriften
- Die Odenwaldschule 1909–1934. Texte von Paul Geheeb. Berichte und Diskussionen von Mitarbeitern und Schülern. Hrsg. von Ulrich Herrmann. Jena 2010, ISBN 978-3-941854-15-4.
- Rede zur Eröffnung der Odenwaldschule. 1910. (u. a. veröffentlicht in: D. Benner, H. Kemper (Hrsg.): Quellentexte zur Theorie und Geschichte der Reformpädagogik. Teil 2: Die pädagogische Bewegung von der Jahrhundertwende bis zum Ende der Weimarer Republik. Weinheim u. a. 2001, S. 159–160)
- Die Odenwaldschule (Programm und Werbeschrift). Darmstadt 1911. (Wiederabgedruckt in: W. Flitner u. a. (Hrsg.): Die Deutsche Reformpädagogik. Band 1. Düsseldorf / München 1961, S. 88–93.)
- Die Odenwaldschule. Ihre geistigen Grundlagen. In: Franz Hilker (Hrsg.): Deutsche Schulversuche. Berlin 1924, S. 91–101. (Wieder abgedruckt in: Eva Cassirer (Hrsg.) 1960, S. 154–165.)
- mit Edith Geheeb: Die Odenwaldschule. 1925. (Prospekt. U. a. wiederabgedruckt in: Inge Hansen-Schaberg, Bruno Schonig (Hrsg.): Landerziehungsheim-Pädagogik (= Reformpaedagogische Schulkonzepte. Band 2). Baltmannsweiler 2002, S. 142–150.
- Koedukation und weibliche Bildung. Eine Problemstellung. In: Die neue Erziehung. 8. Jg. H. 2, Berlin, Febr. 1926, S. 107–110. (Wieder abgedruckt in: Inge Hansen-Schaberg, Bruno Schonig (Hrsg.): Landerziehungsheim-Pädagogik (= Reformpaedagogische Schulkonzepte. Band 2). Baltmannsweiler 2002, S. 26–31.
- Die Odenwaldschule im Lichte der Erziehungsaufgaben der Gegenwart. Vortrag in der Volkshochschule in Halle a. S. am 2. Juni 1930. (U. a. abgedruckt in: D. Benner, H. Kemper (Hrsg.): Quellentexte zur Theorie und Geschichte der Reformpädagogik. Teil 2: Die pädagogische Bewegung von der Jahrhundertwende bis zum Ende der Weimarer Republik. Weinheim u. a. 2001, S. 153–157.)
- Ansprache von Paul Geheeb an seine Mitarbeiter und Zöglinge anlässlich der Aufnahme seiner erzieherischen Arbeit in Versoix am 17. April 1934. (U. a. veröffentlicht in: Hans Näf (Hrsg.): Eine menschliche Schule. Die Ecole d’Humanité von innen gesehen. Zytglogge, Oberhofen bei Thun 2009, S. 32–37.)
- Leben und Arbeiten mit Kindern. Vortrag in Utrecht, 18. April 1936 anlässlich der Konferenz der holländischen Sektion der New Education Fellowship zum Thema Wie lernen wir zusammenleben? Privatdruck 1936. (Kopie u. a. im Geheeb-Archiv der Ecole d’Humanité.)
- Unveröffentlichtes Manuskript als Antwort auf Hans Strickers Aufsatz Das Jahrhundert des Kindes – ein Irrweg. In: Nationalzeitung. 16. Februar 1939. Erstmals veröffentlicht in: Walter Schäfer (Hrsg.): Paul Geheeb. Briefe. Stuttgart 1970, S. 195–197.
- Psychohygiene in der Odenwaldschule und in der Ecole d’Humanité. In: Maria Pfister-Ammende (Hrsg.): Geistige Hygiene. Forschung und Praxis. Benno Schwabe Verlag, Basel 1955, S. 73–82.
- Briefe. Herausgegeben von Walter Schäfer. Stuttgart 1970.